# Перспективні ресурси корисних копалин
Перспективні ресурси  — обсяги корисних копалин, оцінені за результатами геологічного вивчення в межах продуктивних площ, де є родовища корисних копалин. Перспективні ресурси враховують можливість відкриття нових родовищ на вивчених площах або ділянках і є основою для геолого-економічної оцінки проведення пошуків та пошуково-розвідувальних робіт. Згідно з класифікацією ресурсів і запасів корисних копалин державного фонду України[джерело?], адаптованою до Міжнародної рамочної класифікації ООН (від 1998 р.), перспективні ресурси належать до категорії ГЕО-3 — початкова геолого-економічна оцінка.